# Stathmodera minima
Stathmodera minima är en skalbaggsart som beskrevs av Stefan von Breuning 1960. Stathmodera minima ingår i släktet Stathmodera och familjen långhorningar. Inga underarter finns listade i Catalogue of Life.